# Skogrand
Skogrand is een plaats in de Noorse gemeente Nes, fylke Akershus. Skogrand telt 334 inwoners (2007) en heeft een oppervlakte van 0,38 km².

## Galerij

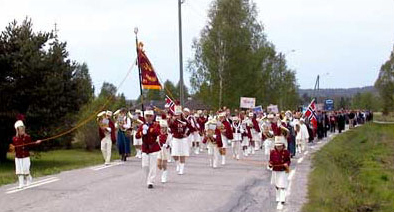
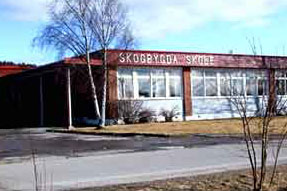
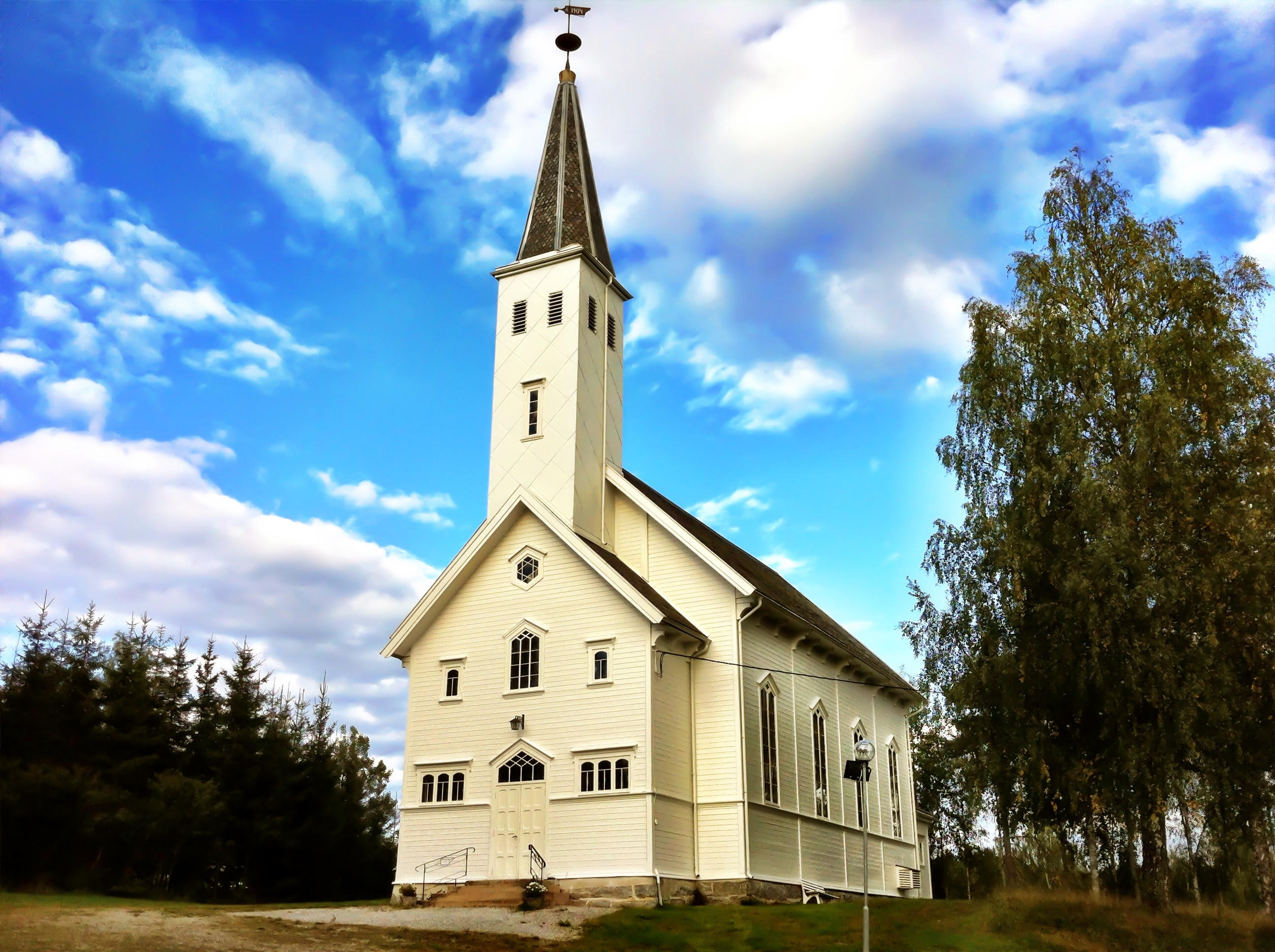